# Sago
Sago é uma povoação portuguesa do Município de Monção que foi sede da extinta Freguesia de Sago, freguesia que tinha 2,81 km² de área e 225 habitantes (2011), tendo, por isso, uma densidade populacional de 80,1 h/km².
A Freguesia de Sago foi extinta (agregada) pela reorganização administrativa de 2012/2013, tendo o seu território sido agregado ao das Freguesias de Lordelo e Parada para criar a União de Freguesias de Sago, Lordelo e Parada.

## População
| População da freguesia de Sago | População da freguesia de Sago | População da freguesia de Sago | População da freguesia de Sago | População da freguesia de Sago | População da freguesia de Sago | População da freguesia de Sago | População da freguesia de Sago | População da freguesia de Sago | População da freguesia de Sago | População da freguesia de Sago | População da freguesia de Sago | População da freguesia de Sago | População da freguesia de Sago | População da freguesia de Sago |
| ------------------------------ | ------------------------------ | ------------------------------ | ------------------------------ | ------------------------------ | ------------------------------ | ------------------------------ | ------------------------------ | ------------------------------ | ------------------------------ | ------------------------------ | ------------------------------ | ------------------------------ | ------------------------------ | ------------------------------ |
| 1864                           | 1878                           | 1890                           | 1900                           | 1911                           | 1920                           | 1930                           | 1940                           | 1950                           | 1960                           | 1970                           | 1981                           | 1991                           | 2001                           | 2011                           |
| 375                            | 384                            | 396                            | 431                            | 428                            | 410                            | 384                            | 445                            | 463                            | 454                            | 414                            | 410                            | 280                            | 266                            | 225                            |

| Distribuição da População por Grupos Etários | Distribuição da População por Grupos Etários | Distribuição da População por Grupos Etários | Distribuição da População por Grupos Etários | Distribuição da População por Grupos Etários | Distribuição da População por Grupos Etários | Distribuição da População por Grupos Etários | Distribuição da População por Grupos Etários | Distribuição da População por Grupos Etários | Distribuição da População por Grupos Etários |
| -------------------------------------------- | -------------------------------------------- | -------------------------------------------- | -------------------------------------------- | -------------------------------------------- | -------------------------------------------- | -------------------------------------------- | -------------------------------------------- | -------------------------------------------- | -------------------------------------------- |
| Ano                                          | 0-14 Anos                                    | 15-24 Anos                                   | 25-64 Anos                                   | > 65 Anos                                    |                                              | 0-14 Anos                                    | 15-24 Anos                                   | 25-64 Anos                                   | > 65 Anos                                    |
| 2001                                         | 34                                           | 25                                           | 137                                          | 70                                           |                                              | 12,8%                                        | 9,4%                                         | 51,5%                                        | 26,3%                                        |
| 2011                                         | 22                                           | 18                                           | 103                                          | 82                                           |                                              | 9,8%                                         | 8,0%                                         | 45,8%                                        | 36,4%                                        |